# Берёзовый (Кемеровская область)
Берёзовый — посёлок в Мысковском городском округе Кемеровской области России.

## История
Входил в Чувашинский сельсовет.

## География
Посёлок Берёзовый расположен в южной части Кемеровской области и находится на слиянии ручьев Березовый и Полгашты, образующих исток реки Мзас, являющейся левым притоком р. Мрассу.
Уличная сеть состоит из одного географического объекта: ул. Медвежья

## Население
| 2010 |
| ---- |
| 6    |

Национальный состав
Согласно результатам переписи 2002 года, в национальной структуре населения русские составляли 100 % от общей численности населения в 8 жителей

## Инфраструктура
Нет данных.

## Транспорт
Просёлочная дорога.